# 羅永揚
罗永扬（1912年—1988年），四川威远人，中华民国军事及政治人物。

## 生平
罗永扬毕业于成都民立大学政治特科，并且入四川陆军军官队学习军事，积功升至第七战区司令长官公署上校参谋、第二十三集团军军法处处长、新编十一军第三师少将师长职务，为张发奎的旧部。
抗日战争胜利后，罗永扬加入中国民主社会党，民國37年（1948年），在原籍參加第一屆國民大會代表選舉，獲民社黨提名，雖未獲當選，原當選人余厚欽於出席第一屆第一次大會後，退讓與該縣民社黨代表羅永揚。经张君劢支持，罗永扬创办香港宇宙出版社，出版《再生》、《自由钟》杂志，历时十年。1962年秋，左舜生领取台湾2000美元赴美国讲学，罗永扬主张将左舜生开除出《联合评论》，张发奎未同意，罗永扬乃扬言“我们也可以自己去卖”，遂开始同台湾驻香港特工挂钩，此举促使《联合评论》提前结束。1969年，罗永扬当选中国民主社会党中常委。1979年12月1日，中国民主社会党第三次代表大会选出7人主席团：王世宪、李缎、杨毓滋、刘中一、陳大器、刘政原、罗永扬。1984年，罗永扬任国民大会主席团主席。
1988年，罗永扬在台北病逝。